# 军志
《军志》是一部已经失传的先秦兵书，成书年代可能为西周时期，与其同一时代的同类兵书可能还有《军政》，反映了中国上古时期战争方法和经验的理论总结，它们的佚文散见于《左传》、《孙子兵法》、《吴子》等书中。由于古书中引用的《军政》和《军志》都有“知难而退”的内容，一字不差，因此有学者认为“志”与“政”为一声之转，《军志》与《军政》可能就是同一部兵书。

## 现存佚文
- 《军志》有言：‘攻不足而守有余。’（《阃外春秋》）
- 《军志》有言：‘穷寇勿迫，归众勿追。’（《阃外春秋》）
- 《军志》曰：‘失地之利，士卒迷惑，三军困败。饥饱劳逸，地利为宝。’（《通典》）
- 《军志》曰：‘将谋欲密，士众欲一，攻敌欲疾。’（《太平御览·兵部四·将帅》引《吴子》）
- 《军志》曰：‘允当则归。’又曰：‘知难而退。’又曰：‘有德不可敌。’（《左传·僖公二十八年》）
- 《军志》曰：‘先人有夺人之志。’（《左传·僖公二十八年》）
- 厨人濮曰：‘《军志》有之，先人有夺人之心，后人有待其衰。’（《左传·昭公二十一年》）
- 《志》曰：‘止则为营，行则为陈（阵）。’（宋本《十一家注孙子》）
- 《军志》曰：‘阵间容阵，足曳白刃；队间客队，可与敌对。前御其前，后当其后；左防其左，右防其右。行必鱼贯，立为雁行，长以参短，短以参长。回军转阵，以前为后，以后为前。进无奔进，退无速走，四头八尾，敌冲其中，两头俱救。’（宋本《十一家注孙子》）
- 《军政》曰：‘言不相闻，故为金鼓；视不相见，故为旌旗。’（宋本《十一家注孙子》）
- 《军政》曰：‘见可而进，知难而退。’又曰：‘强而避之。’（宋本《十一家注孙子》）